# (32220) 2000 OL21
2000 OL21 (asteroide 32220) é um asteroide da cintura principal. Possui uma excentricidade de 0.14698410 e uma inclinação de 23.66509º.
Este asteroide foi descoberto no dia 23 de julho de 2000 por LINEAR em Socorro.